# Backstation
Eine Backstation oder Prebake-Station ist eine Einrichtung im Lebensmitteleinzelhandel, bei der frische Backwaren im Selbstbedienungsregal angeboten werden. In der Regel handelt es sich um sogenannte Prebake-Produkte, die von Großbäckereien im Industriemaßstab hergestellt, teilgebacken und tiefgekühlt als Teiglinge an den Einzelhandel ausgeliefert und erst dort zu Ende gebacken werden. Backstationen sind also einerseits abzugrenzen von dem schon lange bestehenden Selbstbedienungssortiment, das aus fertig gebackenen, oft vorgeschnitten abgepackten Backwaren besteht, andererseits vom Angebot frischer Backwaren in traditionellen Bäckereigeschäften bzw. -filialen  mit Bedienkräften. Daneben wird das Prebake-Konzept auch von Discount-Bäckereien genutzt, die ebenfalls tiefgekühlt bezogene, vor Ort fertig gebackene Waren ohne Bedienung und Beratung anbieten.
Die ersten Prebake-Stationen wurden in Deutschland 1997 eingeführt, zunächst bei Vollsortimentern, seit 2003 bei Penny, seit 2008 auch bei Aldi und Lidl. 2013 gab es bereits 15.000 Backstationen in Deutschland. Der Erfolg des Konzeptes ist darauf zurückzuführen, dass frisches Brot zu Preisen angeboten werden kann, die 20–30 % unter denen traditioneller Bäckereien liegen, ermöglicht durch geringe Einkaufskosten, Verzicht auf Bedienpersonal, einfache Aufmachung und ein kleines Sortiment. Die Mehrheit der Konsumenten sieht – laut einer Marktforschungsuntersuchung aus dem Jahre 2013 – die Qualität der Prebake-Waren als ebenso gut an wie die der Backwaren aus dem Bäckereifachgeschäft.
Der deutsche Marktführer unter den Lieferbäckereien ist das Unternehmen Harry-Brot.
Um die Anforderungen zur notwendigen Hygiene in solchen Backstationen festzulegen, wurde die Norm DIN 10535:2014-09 beschlossen. In Deutschland waren im Jahr 2013 15.000 Backstationen in Betrieb; die Tendenz ist stark ansteigend. In den Regalen werden meist angelieferte Backwaren aus industrieller Fertigung angeboten.
Der große Discounter Aldi trennte sich ab 2018 von seinen Brotbackautomaten und arbeitet nun mit regionalen Bäckereien zusammen.